# Edifici al carrer Barcelona, 38 (Caldes de Montbui)
Edifici al carrer Barcelona, 38 és una casa de Caldes de Montbui (Vallès Oriental) protegida com a bé cultural d'interès local.

## Descripció
Edifici entre mitgeres fent cantonada. Consta de planta baixa i dos pisos i té la coberta plana i transitable amb un cos edificat que dona accés al terrat. L'estructura és de parets de càrrega i de forjats unidireccionals de biguetes. L'edifici ha estat modificat constantment al llarg del temps. Totes les obertures són allindades i algunes donen pas a un balconet. La façana queda rematada per una cornisa i per l'ampit que fa de barana de la terrassa superior. L'arrebossat imita carreus de pedra.